# 獵捕行動
獵捕行動（英語：The Hunting Party）是美國搖滾樂隊聯合公園的第6張錄音室專輯，於2014年6月17日起正式全球發行。
此張專輯製作已不再和之前第三張（Minutes To Midnight）到第五張專輯（Living Things）的製作人瑞克·魯賓合作，而是由樂團的MC主唱麥克·篠田和吉他手布萊德·達爾森擔綱製作人製作此專輯。
此專輯也是樂團歷屆發行正規專輯當中有找來其他藝人跨刀的專輯，算是繼兩張混音專輯《顛覆混合理論》、《電能補給》、以及和Jay-Z合作的Mash-Up專輯《衝擊理論》之後，目前唯一一張有找其他藝人助陣的正規錄音室專輯，當中找來了三大知名的新金屬樂團團員跨刀，分別有頭盔樂團（Helmet）的主唱兼吉他手Page Hamilton、墮落體制（System Of A Down）的第二主唱兼吉他手Daron Malakian和討伐體制樂團（Rage Against The Machine）的吉他手Tom Morello為專輯助陣操刀。
首波單曲「Guilty All the Same」與Eric B. & Rakim雙人組的Rakim合作，為此單曲跨刀配唱饒舌部分，於2014年3月7日在Youtube公開此歌曲的歌詞版MV，單曲推出後蟬聯告示牌主流搖滾榜3週冠軍。
第二波單曲「Until It's Gone」則於2014年5月6日在Youtube公開此歌曲的歌詞版MV，並且率先登頂英國搖滾榜和6國iTunes榜冠軍。

## 曲目列表
註：中文歌曲名稱為台灣華納唱片公司之翻譯
| 曲序 | 曲目                                              | 时长 |
| ---- | ------------------------------------------------- | ---- |
| 1.   | Keys To The Kingdom （天國之鑰）                  | 3:38 |
| 2.   | All For Nothing （徒勞無功）(feat. Page Hamilton) | 3:33 |
| 3.   | Guilty All The Same （眾人皆罪）(feat. Rakim)     | 5:56 |
| 4.   | The Summoning （召喚）                            | 1:00 |
| 5.   | War （戰爭）                                      | 2:11 |
| 6.   | Wastelands （荒地）                               | 3:15 |
| 7.   | Until It's Gone （直到失去）                      | 3:53 |
| 8.   | Rebellion （反抗） (feat. Daron Malakian)         | 3:44 |
| 9.   | Mark The Graves （標記墳墓）                      | 5:05 |
| 10.  | Drawbar （掛鉤） (feat. Tom Morello)              | 2:46 |
| 11.  | Final Masquerade （最後化妝舞會）                 | 3:37 |
| 12.  | A Line In The Sand （沙灘上的線條）               | 6:35 |

## 外部連結
- （英文）聯合公園官方網站 （页面存档备份，存于）